# Skyhooks
Skyhooks fue una banda australiana de hard rock formada en Melbourne en 1973 por Greg Macainsh (bajo y voz) y Imants "Freddie" Strauks (batería). La banda logró posicionarse en los primeros lugares de las listas de éxitos australianas, especialmente con su álbum debut de 1974, Living in the 70's y su predecesor Ego Is Not a Dirty Word de 1975.
La canción "Women in Uniform" del álbum Guilty Until Proven Insane de 1978 fue versionada por la banda británica Iron Maiden y lanzada como uno de sus primeros sencillos.

## Miembros
- Greg Macainsh – bajo, voz (1973–1980, 1983, 1984, 1990, 1994)
- Imants "Freddie" Strauks – batería, voz (1973–1980, 1983, 1984, 1990, 1994)
- Bob Starkie ("Bongo Starr") – guitarra, voz (1973–1980, 1983, 1984, 1990, 1994)
- Red Symons – guitarra, voz, teclados (1973–1977, 1983, 1984, 1990, 1994)
- Graeme Strachan – voz (1974–1978, 1983, 1984, 1990, 1994)

## Discografía

### Estudio
| Año                           | Título                                                  | Posición en listas | Certificación/Sales (Lista de ventas) |
| Año                           | Título                                                  | AUS KMR            | Certificación/Sales (Lista de ventas) |
| ----------------------------- | ------------------------------------------------------- | ------------------ | ------------------------------------- |
| 1974                          | Living in the 70's - Mushroom Records (T35299)          | 1                  | - AUS: 4× Platino (300,000+)          |
| 1975                          | Ego Is Not a Dirty Word - Mushroom Records (T35575)     | 1                  | - AUS: 200,000                        |
| 1976                          | Straight in a Gay Gay World - Mushroom Records (T35982) | 2                  | - AUS: Platino (70,000)               |
| 1978                          | Guilty Until Proven Insane - Mushroom Records           | 6                  |                                       |
| 1980                          | Hot for the Orient - Mushroom Records                   | 32                 | \| \| \|                              |
| "—" no ingresó en las listas. |                                                         |                    |                                       |
|                               |                                                         |                    |                                       |